# União das Freguesias de Bornes e Burga
Die União das Freguesias de Bornes e Burga ist eine portugiesische Gemeinde (Freguesia) im Kreis (Concelho) Macedo de Cavaleiros, Distrikt Bragança, im Nordosten Portugals.

## Geschichte
Die Gemeinde entstand im Zuge der Gebietsreform vom 29. September 2013 durch die Zusammenlegung der ehemaligen Gemeinden Bornes und Burga.
Bornes wurde Sitz der neuen Verwaltung.

## Demographie
| Freguesia | Freguesia      | Freguesia | Freguesia       | ehemalige Freguesias | ehemalige Freguesias | ehemalige Freguesias | ehemalige Freguesias |
| --------- | -------------- | --------- | --------------- | -------------------- | -------------------- | -------------------- | -------------------- |
| Wappen    | Freguesia      | Einwohner | Fläche in (km²) | Wappen               | Freguesia            | Einwohner            | Fläche in (km²)      |
|           | Bornes e Burga | 342       | 26,05           |                      | Bornes               | 391                  | 18,83                |
|           | Bornes e Burga | 342       | 26,05           | Burga                | 54                   | 7,21                 |                      |